# David Downing (cầu thủ bóng đá)
David William Downing (sinh ngày 6 tháng 10 năm 1969) là một cựu cầu thủ bóng đá người Anh thi đấu ở vị trí tiền đạo ở Football League cho York City, và ở bóng đá non-league cho Goole Town.